# Viranşehir
Viranşehir – miasto w Turcji w prowincji Şanlıurfa.
Według danych na rok 2000 miasto zamieszkiwało 121 382 osób.